# Huracán Floyd
El Huracán Floyd fue la sexta tormenta nombrada, cuarto huracán, y tercer huracán mayor en la Temporada de huracanes en el Atlántico de 1999. Provocó la tercera evacuación más grande en la historia de los Estados Unidos (después de Gustav y Rita respectivamente) cuando se ordenó a 2,6 millones de residentes de la costa de 5 estados, incluyendo Florida, dejar sus casas mientras se acercaba. El huracán, tipo Cabo Verde, se formó cerca de la costa de África y duró del 7 al 19 de septiembre, con una intensidad máxima de categoría 4 -muy cerca de la mayor categoría posible- en la escala Saffir-Simpson. Fue uno de los más grandes de su categoría jamás registrado.
Floyd golpeó las Islas Bahamas durante su máxima intensidad, causando daños severos. Posteriormente costeó el este de los Estados Unidos causando evacuaciones masivas y preparativos costosos. Sin embargo, el fenómeno natural se debilitó significativamente, antes de tocar tierra en Carolina del Norte como Huracán categoría 2 y causó daños a través de la región media del Atlántico y en Nueva Inglaterra.
Produjo lluvias torrenciales en la región del este de Carolina del Norte, sumando más precipitaciones al área que había sido golpeada por el huracán Dennis unas semanas antes. Las lluvias provocaron grandes inundaciones durante varias semanas; casi todos los ríos de la región este del estado superaron sus niveles más altos de los últimos 500 años. Floyd provocó 57 fatalidades en total, y costó 4500 millones de dólares en daños (6.000 millones de dólares del 2008), la mayoría en Carolina del Norte.

## Historia meteorológica

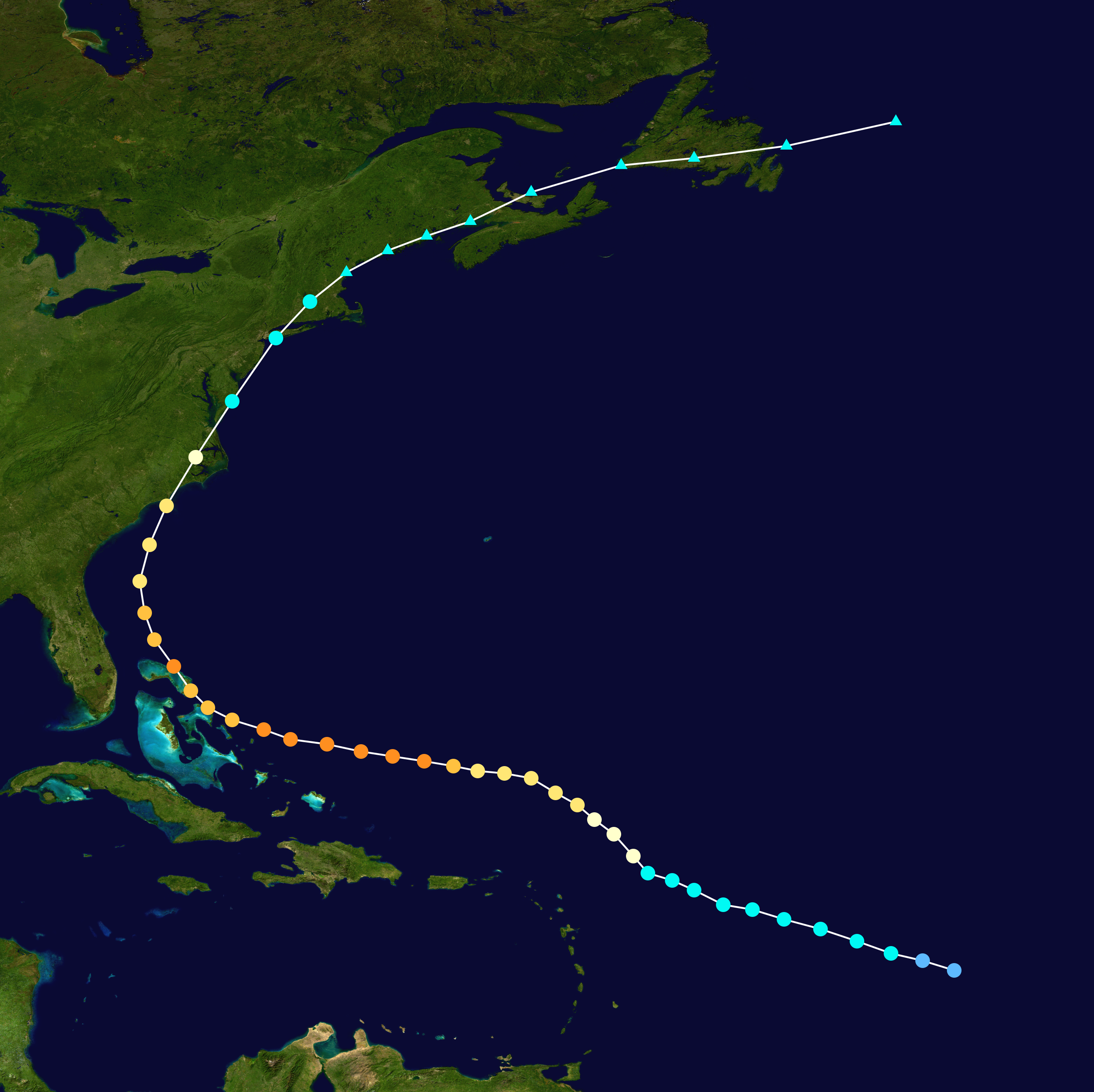
Trayectoria del Huracán Floyd.

Floyd se originó como una onda tropical que salió de la costa africana el 2 de septiembre. Se movió lentamente hacia el oeste y se mantuvo desordenada y desprovista de convección hasta el 7 de septiembre cuando una banda curva de convección profunda se desarrolló en el centro como respuesta a un anticiclón que se estaba formando. En este punto, el Centro Nacional de Huracanes, lo designó como depresión tropical número ocho, cuando estaba aproximadamente a 1.000 millas (1.600 km) al este de las Antillas Menores. Una cresta de alta presión en su parte norte, forzó al ciclón tropical en formación a moverse hacia el oeste sobre aguas más cálidas, permitiéndole así aumentar su categoría a Tormenta Tropical Floyd el 8 de septiembre.

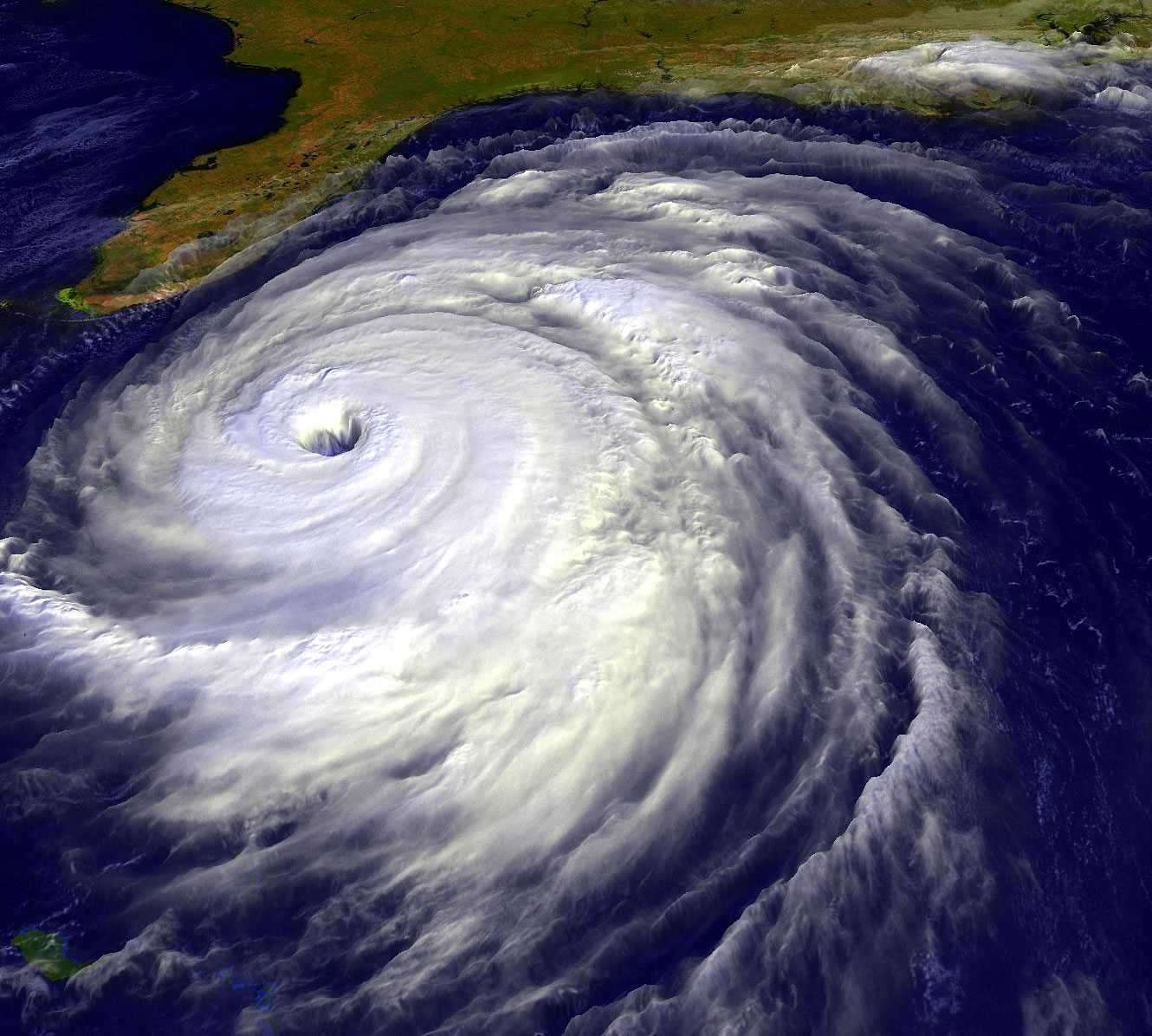
Imagen satelital del huracán Floyd.

Aunque se trataba de una tormenta grande, Floyd carecía inicialmente de un núcleo central bien definido, resultando esto en un fortalecimiento lento y previniendo una rápida intensificación. El 10 de septiembre, alcanzó la categoría de huracán, y para el día 11 se acercaba a huracán mayor con vientos de 175 km/h (110 mph) mientras se encontraba al norte de las Islas Leeward. Una franja de baja presión en el Atlántico Central y otra en el este del mar Caribe, produjeron una tensión en el huracán, lo que produjo que sus vientos se debilitaran a 135 km/h (85 mph). Un cambio de rumbo hacia el oeste, causado por la formación de altas presiones, fue sucedido por un periodo de rápida intensificación; en tan solo 24 horas la velocidad máxima de sus vientos sostenidos aumentó de 175 km/h (110 mph) a 250 km/h (155 mph), mientras la presión disminuyó a 921 mbar (hPa) en la mañana del día 13 de septiembre. La intensificación de Floyd se debió en gran medida al calor contenido a lo largo de toda la ruta oceánica de la tormenta.

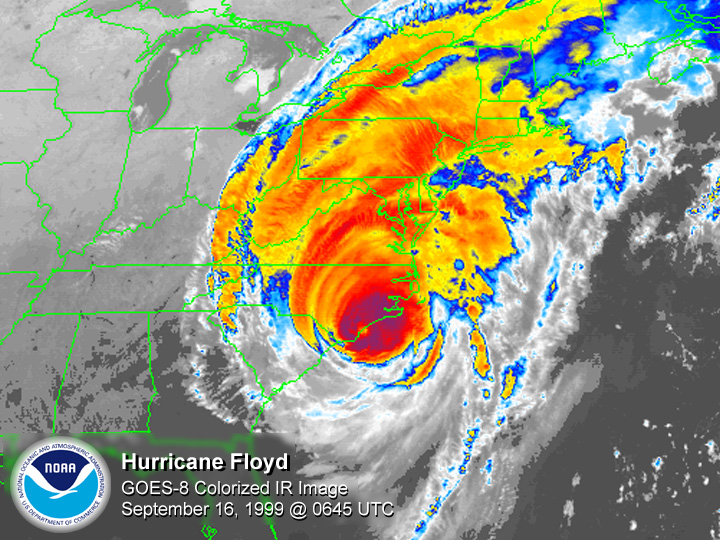
Huracán Floyd al tocar tierra en Carolina del Norte.

El huracán Floyd permaneció justo debajo de la Categoría 5 de la escala Saffir-Simpson por 12 horas mientras cuzaba las Bahamas, tocando tierra en Eleuthera y las Islas Ábaco, antes de que un ciclo de reemplazo del ojo del huracán lo debilitara a Categoría 3 con intensidad de vientos de 195 km/h (120 mph). El nuevo y más grande ojo del huracán se contrajo lentamente y en poco tiempo el huracán se re-intensificó a categoría 4. Una franja de baja presión erosionó el lado oeste de la cresta de baja presión, guiando a Floyd al noroeste. Viajó paralelamente a la costa de Florida a 175 km (110 millas) del litoral debilitándose lentamente por una corriente de aire seco. De cualquier forma, la tormenta permaneció extremadamente grande; en su momento de mayor intensidad, vientos con fuerza de tormenta tropical se extendían a lo largo de un diámetro de 935 km (580 millas), haciendo a Floyd uno de los huracanes más grandes de su intensidad jamás registrado en el Atlántico.

Floyd se aceleró al norte y noreste y se debilitó a huracán de Categoría 2 con vientos de 165 km/h (105 mph) al momento de tocar tierra en Cape Fear el 16 de septiembre. Después de haber atravesado sobre Carolina del Norte y el suroeste de Virginia, entró de nuevo brevemente al océano Atlántico, antes de llegar a Long Island el 17 de septiembre. La tormenta perdió gradualmente sus características tropicales debido a un frente que se aproximaba y se convirtió en ciclón extratropical en el sur de Maine durante el mismo día 17. La tormenta extratropical continuó hacia el noreste y después de pasar sobre las provincias marítimas de Canadá, fue absorbido por un frente frío al este de la Isla de Terranova. 

## Preparativos
Aunque las predicciones de la trayectoria de Floyd estaban sobre el promedio mientras estaba en el océano, los pronósticos al aproximarse a la línea costera eran apenas promedio comparados a los pronósticos de los diez años anteriores. Los pronósticos oficiales no predijeron su trayectoria hacia el norte ni su significativo debilitamiento antes de tocar tierra.
Casi toda la Costa Este de los Estados Unidos, desde Florida hasta Plymouth, Massachusetts, estuvo bajo alerta de huracán en algún momento; sin embargo, únicamente una fracción de esta área recibió vientos con fuerza de huracán. La última vez que se había suscitado una alerta tan extendida fue durante el Huracán Donna en 1960, aunque las alertas para ese huracán fueron certeras.

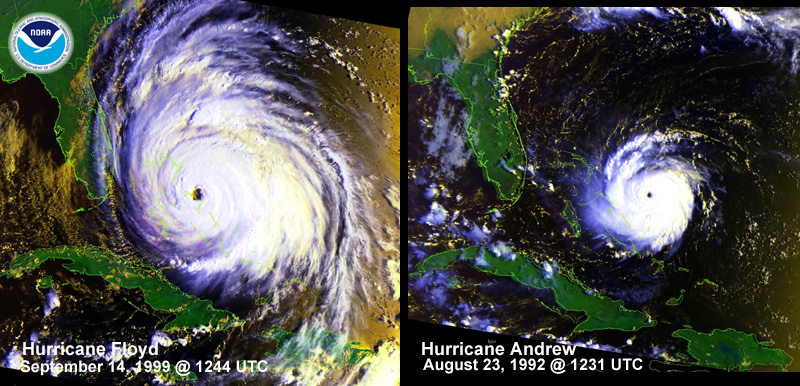
Visual comparison of Floyd with Hurricane Andrew while at similar positions and nearly identical intensities.

Los temores iniciales fueron de un golpe directo en Florida de un Huracán Categoría 4, que sería potencialmente más costoso y mortífero de lo que fue el Huracán Andrew de 1992. Como preparativo a una incursión catastrófica, se pidió a más de un millón de residentes de Florida evacuar, de los cuales 272,000 estaban en el condado de Miami.

El presidente de los Estados Unidos, Bill Clinton, declaró estado de emergencia federal en Florida y Georgia, anticipando la aproximación de la tormenta.
 Conforme la misma viraba hacia el norte, más gente era evacuada y el área amenazada era mayor. La tormenta masiva causó lo que hasta ese momento fue la evacuación más grande en tiempos de paz de los Estados Unidos, con alrededor de 2.6 millones de personas evacuando las costas de Florida, Georgia y las Carolinas.